# Pietro Valguarnera
Pietro Valguarnera Gravina, principe di Valguarnera (1694 – Palermo, 31 dicembre 1779), è stato un nobile, militare e politico italiano del XVIII secolo.

## Biografia
Nacque nel 1694 da Giuseppe, V principe di Gangi, e dalla di lui consorte la nobildonna Anna Maria (o Marianna) Gravina e Gravina, II principessa di Gravina, di cui fu il terzo di sei figli. Assieme ai fratelli maggiori Francesco Saverio, IV principe di Valguarnera, ed Emanuele, intraprese la carriera militare.
Nel 1702, entrò a far parte del Sovrano Militare Ordine di Malta, dove divenne cavaliere di giustizia. Prese parte alla Seconda guerra di Morea contro l'Impero ottomano (1714-18), e nel 1731, il Gran Maestro dell'Ordine di Malta, il portoghese Manuel Pinto de Fonseca, lo nominò capitano generale delle sue galere. L'anno seguente, nel 1732, passò al servizio di Casa Savoia e fece parte della compagnia delle Guardie del Corpo del Re come luogotenente, ma nel 1734, nel corso della guerra di successione di Polonia, assunse il comando del reggimento "Sicilia" e come tale fece il resto della campagna in Lombardia e in Emilia. Per tutto il 1735 fu presente in tutte le guerre combattute nella Penisola. Nel 1739, ebbe il grado di brigadiere. Carlo Emanuele III di Savoia, re di Sardegna, lo creò suo gentiluomo di camera con esercizio.
Nel 1743, all'età di 49 anni, in ossequio alle rigide, e talvolta discutibili, regole vigenti nelle famiglie aristocratiche, e per esigenze di natura patrimoniale, venne imposto come marito alla nipote Marianna Valguarnera Branciforte, V principessa di Valguarnera, di appena 13 anni e sordomuta, figlia ed erede del fratello Francesco Saverio, morto nel 1739 senza lasciare figli maschi. Il matrimonio venne celebrato il 15 febbraio 1749, a cui fecero seguito tre giorni di feste al palazzo di famiglia. Attraverso questa unione, il Valguarnera poté acquisire il possesso di tutti i beni della famiglia, e ottenere jure uxoris tutti i titoli dei Valguarnera, dei Gravina e dei Grifeo, di cui la nipote era ereditiera.
Deputato del Regno di Sicilia nel 1758, non risulta abbia ricoperto altre cariche nel periodo successivo. Morì a Palermo il 31 dicembre 1779 all'età di 85 anni e fu sepolto al Monastero delle Cappuccinelle sito nella città. Qualche mese prima di morire, fu procuratore di Vittorio Amedeo III di Savoia, padrino di battesimo di un suo nipote.

### Matrimoni e discendenza
Pietro Valguarnera Gravina, VI principe di Valguarnera, dal matrimonio con Marianna Valguarnera Branciforte, V principessa di Valguarnera (1730-1793), figlia del fratello Francesco Saverio, ebbe i seguenti figli:
- Giuseppe, VII principe di Valguarnera (1760-post 1809), che sposò Lucrezia La Grua Gioeni dei Principi di Carini, da cui ebbe sei figli;
- Agata († 1779), che fu moglie di Bernardo Montaperto Branciforte dei Principi di Raffadali.